# Walckenaeria nishikawai
Walckenaeria nishikawai är en spindelart som beskrevs av Saito 1986. Walckenaeria nishikawai ingår i släktet Walckenaeria och familjen täckvävarspindlar. Inga underarter finns listade i Catalogue of Life.